# Brainfuck
Brainfuck (en español 'jodecerebros') es un lenguaje de programación esotérico, diseñado por Urban Müller en 1993, con el objetivo de hacer un lenguaje que fuera a la vez muy simple, Turing completo y que requiriese un compilador pequeño. Müller basó Brainfuck en la máquina de Turing y le sirvió de inspiración el compilador de 1024 bytes de tamaño del lenguaje FALSE.
La distribución clásica es la versión 2 escrita por el propio Müller, conteniendo un compilador para el ordenador Amiga, un intérprete, programas de ejemplo y un documento readme.

## Diseño del lenguaje
El lenguaje se basa en un modelo de ejecución simple que consiste, además del programa, de un vector de (al menos) 30 000 bytes inicializados a cero, un puntero sobre ese vector (que al comienzo de la ejecución apunta al primer elemento del vector) y dos «corrientes» de bytes para la entrada y la salida.

### Instrucciones
Hay solo ocho instrucciones, y todas son de un carácter. 
| Carácter | Significado |
| -------- | --- |
| >        | Incrementa el puntero. |
| <        | Decrementa el puntero. |
| +        | Incrementa el byte apuntado. |
| -        | Decrementa el byte apuntado. |
| .        | Escribe el byte apuntado en el flujo de salida.                                                                                            |
| ,        | Lee un byte del flujo de entrada y lo almacena en el byte apuntado.                                                                        |
| [        | Avanza a la instrucción inmediatamente posterior al ] correspondiente si el byte actualmente apuntado es nulo (si es 0).                   |
| ]        | Retrocede a la instrucción inmediatamente posterior al [ correspondiente si el byte actualmente apuntado no es nulo (si es distinto de 0). |

### Traducción a otros lenguajes
Los programas de Brainfuck se pueden traducir a C y Perl con estas substituciones, suponiendo que ptr sea del tipo unsigned char*. Sin embargo, poseen sus propios traductores. En el caso de Lua, utiliza una variable i para indicar el puntero y c siendo una tabla como representación de las celdas; la inicialización de estas variables sería: i, c = 0, {}.
| brainfuck | C               | Perl                      | Lua                              |
| --------- | --------------- | ------------------------- | -------------------------------- |
| >         | ++ptr;          | $pointer++;               | i = i + 1                        |
| <         | --ptr;          | $pointer--;               | i = i - 1                        |
| +         | ++*ptr;         | $tape[$pointer]++;        | c[i] = (c[i] or 0) + 1           |
| -         | --*ptr;         | $tape[$pointer]--;        | c[i] = (c[i] or 0) - 1           |
| .         | putchar(*ptr);  | print chr$tape[$pointer]; | io.write(string.char(c[i] or 0)) |
| ,         | *ptr=getchar(); | $tape[$pointer]=ord(<>);  | c[i] = io.read():byte()          |
| [         | while (*ptr) {  | while($tape[$pointer]){   | while (c[i] or 0) ~= 0 do        |
| ]         | }               | }                         | end                              |

## Ejemplos

### Hola Mundo!
Este sería el típico programa que escribe «Hola mundo!»
```
 

 
++++++++++

 
[
              Bucle para iniciar las memorias (se repite diez veces)

    
>
+++++++
>
++++++++++
>
+++++++++++
>
+++
>
+
<<<<<
-

       70        100       110      30  10

 
]

 
>
++
.
              imprime 'H'   (72) 1

 
>>
+
.
              imprime 'o'  (111) 3

 
---
.
                      'l'  (108) 3

 
<
---
.
                     'a'   (97) 2

 
>>
++
.
                   espacio (32) 4

 
<
+
.
                       'm'  (109) 3

 
++++++++
.
                 'u'  (117) 3

 
-------
.
                  'n'  (110) 3

 
<
+++
.
                     'd'  (100) 2

 
>
+
.
                       'o'  (111) 3

 
>
+
.
                       '!'   (33) 4

 
>
.
                        '\n' (10) 5

```

El correspondiente código «Hola mundo!» se escribiría, en una sola línea:
```
 
++++++++++
[
>
+++++++
>
++++++++++
>
+++++++++++
>
+++
>
+
<<<<<
-
]
>
++
.
>>
+
.
---
.
<
---
.
>>
++
.
<
+
.
++++++++
.
-------
.
<
+++
.
>
+
.
>
+
.
>
.

```

 ya que no le afectan los espacios, las tabulaciones o los saltos de línea.

### El juego de la vida
ejemplo.
```
 

                           Linus Akesson presents:

                   The Game Of Life implemented in Brainfuck

       
+
>>
++++
[
<
++++
>
-
]
<
[
<
++++++
>
-
]
+
[
<
[
>>>>
+
<<<<
-
]
>>>>
[
<<<<
+
>>>>>>
+
<<
-
]
<
+

   
+++
[
>
++++++++
<
-
]
>
.
[
-
]
<
+++
[
>
+++
<
-
]
>
+
[
>>
.
+
<<
-
]
>>
[
-
]
<<<
++
[
<
+++++
>
-
]
<
.
<<
[
>>>>
+

 
<<<<
-
]
>>>>
[
<<<<
+
>>>>>>
+
<<
-
]
<<
[
>>>>
.
+
<<<
++++++++++
[
<
[
>>
+
<<
-
]
>>
[
<<
+
>>>>>
++++++++

 
+++
<<<
-
]
<
[
>
+
<
-
]
>
[
<
+
>>>>
+
<<<
-
]
>>>
[
>>>>>>>>>>>>
+
>
+
<<
     
<<<<<<<<<<<
-
]
>>>>>>>>>>

>>
[
-
[
>>>>
+
<<<<
-
]
>
[
>>>>
+
<<<<
-
]
>>>
]
>
      
>>
[
<<<
+
>>
  
>
-
    
]
<<<
[
>>
+
>
+
<<<
-
]
>
[
-
>
[
<<<

<
+
>>>>
-
]
<
[
<<<
  
<
+
>
      
>>>
-
]
<<<<
 
]
<
     
++++++
  
++
       
+
[
>
+++++
<
-
]
>>
[
<<
+
>>
-
]
<

<
[
>
---
<
-
]
>
.
[
-
 
]
         
<<<<<<<<<
 
<
      
<<<<<<
 
<
         
-
]
++++++++++
.
[
-
]
<
-
]
>>>

>
[
-
]
<
[
-
]
+++++
           
+++
[
>
++++
        
++++
<
     
-
     
]
>
--
.
[
-
]
<
,
----------
[
<
+

>
-
]
>>>>>>
+
<<<<<
 
<
     
<
[
>
+
>>>>>
+
>
[
      
-
]
<<<
      
<<
   
<<
-
]
>
++++++++++
>>>>>
[[
-
]

<<
,
<<<<<<<
-
>>>>
 
>
    
>>
[
<<<<
+
>>>>
-
]
<<<<
[
>>>>
+
      
>
+
<<<<<
-
]
>>>>>
----------
[
<<<<

<<<<
+
<
[
>>>>
+
<<<
      
<
-
]
>>>>
[
<<<<
+
>>>>>>
+
<<
-
      
]
>
[
>
-
<
-
]
>
++++++++++
[
>
+++++++++

++
<
-
]
<<<<<<
[
>>>
      
>
+
<<<<
-
]
>>>>
[
<<<<
+
>>>>>
      
>
+
<<
-
]
>>>>
[
<<
-
>>
-
]
<<
++++++++++

[
>
+
<
-
]
>
[
>>>>>>>
      
>>>>>
+
>
+
<<<<
      
<<<<<
      
<<<<
-
]
>>>
 
>>
     
>>>>>>>
[
-
[
>>>

>
+
<<<<
-
]
>
[
>>>>
       
+
<<<<
-
]
>>
 
>
       
]
>>
 
>
           
[
<<
 
<
        
+
>>>
-
]
+
<<<
[
>

>>
-
<<<
-
]
>
[
-
>
[
<
      
<<<
+
>>>>
-
]
         
<
[
 
<
            
<
 
<
           
<
+
>>>>
-
]
<<<

<
]
<<<<<<<<<<<
,
 
[
    
-
]]
>
]
>
[
-+++
        
++
               
+
    
+++
     
++
[
>
+++++++

++++
>
+++++++++
 
+
    
+
<<
-
]
>
[
-
[
>>>
      
+
<<<
-
      
]
>>>
[
 
<
    
<<
+
      
>>>>>>>
+
>
+
<

<<<<
-
]
>>>>
[
-
[
>
 
>
    
>>
+
<<<<
-
]
>
[
>
      
>>>
+
<
 
<
    
<<
-
]
>
 
>
    
>
]
>
      
>>
[
<<<
+
>>>
-

]
<<<
[
>>
+
>
+
<<<
 
-
     
]
>
[
-
>
[
<<<<
+
>
      
>>>
-
]
 
<
    
[
<<<
 
<
    
+
>>
       
>>
-
]
<<<<
]
<<

<<<<<<
[
>>>
+
<<
 
<
     
-
]
>>>
[
<<<
+
>>
      
>>>>>
 
+
    
>
+
<<
 
<
             
<<
-
]
<<
[
>>
+
<<

-
]
>>
[
<<
+
>>>>>
      
>
+
>
+
<<<<<
-
]
>>
      
>>
[
-
[
 
>
    
>>>
+
 
<
            
<<<
-
]
>
[
>>>>
+
<

<<<
-
]
>
[
>>>>
+
<
      
<<<
-
]
>>
]
>>>
[
 
-
    
]
<
[
>
+
<
 
-
    
]
<
[
 
-
           
[
<<<<
+
>>>>
-
]
<<<

<
]
<<<<<<<<
]
<<
      
<<<<<<<<
++++
 
+
    
+++++
  
[
   
>
+++
 
+
    
++++++
[
<
[
>>
+
<<
-
]
>>
[
<<
+

>>>>>
++++++++
 
+
    
++
<<<
     
-
]
 
<
    
[
>
+
<
-
 
]
    
>
[
<
+
 
>
    
>>>
+
<<<
-
]
>>>
[
<<<
+
>>>
-
]

<<<
[
>>>
+
>>>>
  
>
    
+
<<<<
     
<<
      
<<
-
]
>
 
>
    
>>>>
       
>>>
[
>>
+
<<
-
]
>>
[
<<
+
<
+
>>

>
-
]
<<<
------
 
-
    
-----
[
     
>>
      
>
+
<<<
 
-
    
]
>>>
       
[
<<<
+
>
 
>
 
>>>>>
+
>
+
<<<<

<
-
]
>>>>
[
-
[
>>
 
>
    
>
+
<<<<
    
-
]
 
>
     
[
>>>>
 
+
    
<<<<
-
       
]
>>>
 
]
  
>>>
[
<<<
+
>>>
-

]
<<<
[
>>
+
>
+
<<
 
<
    
-
]
>>>
     
>>
           
>
 
>
    
[
<<<
+
               
>>>
-
]
<<<
[
>>>

+
<<<<<
+
>>
-
                  
]
>
           
>
     
>>>>>
[
<
             
<<
+
>>>
-
]
<<<
[
>

>>
+
<<<<<<<
                  
<<
+
         
>
      
>>>>>
-
]
<
          
<<<<<<
[
-
>
[
<<<<
+

>>>>
-
]
<
[
<<<<
+
>>>>
-
]
<<<<
]
>
[
<<<<<<
    
<
+
>>>
      
>>>>
-
]
<<<<
     
<<<<<
+++++++++++
[
>

>>
+
<<<
-
]
>>>
[
<<<
+
>>>>>>>
+
>
+
<<<<<
-
]
>>>>
[
-
[
>
     
>>>
+
<<<<
-
]
>
[
>>>>
+
<<<<
-
]
>>>
]
>>>
[
<<<

+
>>>
-
]
<<<
[
>>
+
>
+
<<<
-
]
>>>>>>>
[
<<<
+
>>>
-
]
<<<
[
     
>>>
+
<<<<<
+
>>
-
]
>>>>>>>
[
<<<
+
>>>
-
]
<<<

[
>>>
+
<<<<<<<<<
+
>>>>>>
-
]
<<<<<<<
[
-
>
[
<
 
<
  
<
     
<
+
>>>>
-
]
<
[
<<<<
+
>>>>
-
]
<<<<
]
>
[
<<<<<<<

+
>>>>>>>
-
]
<<<<<<<<<
+++++++++++
[
>>>
 
>
        
>>>
+
>
+
<<<<<<<<
-
]
>>>>>>>
[
-
[
>>>>
+
<<<<
-

]
>
[
>>>>
+
<<<<
-
]
>>>
]
>>>
[
<<<
+
>>>
-
]
<<<
 
[
       
>>
+
>
+
<<<
-
]
>>>>>>>
[
<<<
+
>>>
-
]
<<<
[
>>>
+
<<

<<<
+
>>
-
]
>>>>>>>
[
<<<
+
>>>
-
]
<<<
[
>>>
+
<
        
<<<<<<<<
+
>>>>>>
-
]
<<<<<<<
[
-
>
[
<<<<
+
>>>>
-

 
]
<
[
<<<<
+
>>>>
-
]
<<<<
]
>
[
<<<<<<<
+
>>>>>
      
>>
-
]
<<<<<<<
----
[
>>>>>>>
+
<<<<<<<
+
[
>>>>>

 
>>
-
<<<<<<<
[
-
]]
<<<<<<<
[
>>>>>>>>>>>>
+
>
+
<<<<<<<<<<<<<
-
][
   lft@example
.
org   
]
>>>>>

   
>>>>>>>
[
-
[
>>>>
+
<<<<
-
]
>
[
>>>>
+
<<<<
-
]
>
[
>>>>
+
<<<<
-
]
>>
]
>>>
[
-
]
<
[
>
+
<
-
]
<
[
-
[
<<<<
+
>>

       
>>
-
]
<<<<
]
<<<<<<
[
-
]]
<<<<<<<
[
-
]
<<<<
-
]
<
-
]
>>>>>>>>>>>
[
-
]
<<
]
<<<<<<<<<<
]

        Type for instance «fg» to toggle the cell at row f and column g

                   Hit enter to calculate the next generation

                                 Type q to quit

```

### Triángulo de Sierpinski
```
 

[
 This program prints Sierpinski triangle on 80
-
column display
.
 
]

                                
>

                               
+
 
+

                              
+
   
+

                             
[
 
<
 
+
 
+

                            
+
       
+

                           
+
 
+
     
+
 
+

                          
>
   
-
   
]
   
>

                         
+
 
+
 
+
 
+
 
+
 
+
 
+
 
+

                        
[
               
>

                       
+
 
+
             
+
 
+

                      
<
   
-
           
]
   
>

                     
>
 
+
 
+
 
>
         
>
 
>
 
+
 
>

                    
>
       
>
       
+
       
<

                   
<
 
<
     
<
 
<
     
<
 
<
     
<
 
<

                  
<
   
[
   
-
   
[
   
-
   
>
   
+
   
<

                 
]
 
>
 
[
 
-
 
<
 
+
 
>
 
>
 
>
 
.
 
<
 
<
 
]
 
>
 
>
 
>

                
[
                               
[

               
-
 
>
                             
+
 
+

              
+
   
+
                           
+
   
+

             
+
 
+
 
[
 
>
                         
+
 
+
 
+
 
+

            
<
       
-
                       
]
       
>

           
.
 
<
     
<
 
[
                     
-
 
>
     
+
 
<

          
]
   
+
   
>
   
[
                   
-
   
>
   
+
   
+

         
+
 
+
 
+
 
+
 
+
 
+
 
+
 
+
                 
<
 
<
 
+
 
>
 
]
 
>
 
.
 
[

        
-
               
]
               
>
               
]

       
]
 
+
             
<
 
<
             
<
 
[
             
-
 
[

      
-
   
>
           
+
   
<
           
]
   
+
           
>
   
[

     
-
 
<
 
+
 
>
         
>
 
>
 
-
 
[
         
-
 
>
 
+
 
<
         
]
 
+
 
+
 
>

    
[
       
-
       
<
       
-
       
>
       
]
       
<
       
<

   
<
 
]
     
<
 
<
     
<
 
<
     
]
 
+
     
+
 
+
     
+
 
+
     
+
 
+
     
+
 
+

  
+
   
.
   
+
   
+
   
+
   
.
   
[
   
-
   
]
   
<
   
]
   
+
   
+
   
+
   
+
   
+

 * * * * * M a d e * B y : * N Y Y R I K K I * 2 0 0 2 * * * * *

```

### Implementaciones
- Librería BrainFuck Archivado el 8 de diciembre de 2014 en Wayback Machine., en el lenguaje de programación Pauscal en español.
- Compilador con lex, yacc, en los lenguajes de programación C y Python.
- Visual brainfuck, un IDE de brainfuck compatible con Windows 7
- Intérprete de Brainfuck con un depurador integrado (EDI) para Windows
- Brian Raiter, Muppetlabs. Brainfuck: Un lenguaje de programación Turing completo de ocho instrucciones. Este sitio incluye un Quine de Brainfuck.
- Panu Kalliokoski. El Archivo de Brainfuck tiene muchos programas de Brainfuck, quines e implementaciones.
- Brainfucked. Compilador de Brainfuck para Windows/DOS.
- Un intérprete y compilador de Brainfuck para Windows
- Brainfuck.net
- Also Written In Brainfuck (awib) es un compilador de Brainfuck escrito en Brainfuck para Linux de i386.
- Jeffrey Johnston. Programas de BF, incluyendo un compilador de Basic y un ensamblador (enlace roto disponible en Internet Archive; véase el historial, la primera versión y la última).
- Acme:Brainfuck. Módulo Perl en CPAN (en inglés)
- Intérprete de Brainfuck hecho en delphi
- Intérprete de Brainfuck en PHP
- Ookie, intérprete de Brainfuck y Ook! escrito en Ruby y con repositorio en Github
- Recompilador dinámico de Brainfuck en JavaScript (enlace roto disponible en Internet Archive; véase el historial, la primera versión y la última).
- Intérprete de Brainfuck hecho en C
- Intérprete de Brainfuck escrito en Lua

- Datos: Q244627
- Multimedia: Brainfuck / Q244627